# Хюдавендигар (эялет)
Эялет Хюдавендигар (осман. ایالت خداوندگار; Eyālet-i Ḥüdāvendigār‎) — административно-территориальная единица Османской империи. Существовал в 1827—1867 годах. Образовался из части эялета Анатолия (на нынешних землях Турции). Хюдавендигар — это поэтическое и элитарное название города Бурса.

## История
В 1393 году как санджак Хюдавендигар стал составной частью Анатолийского бейлербейства (с 1591 года — эялета). Его статус был довольно высоким, поскольку столицей санджака была Бурса, одно из важнейших городов Османской империи. Кроме политического статуса, в санджака было развито производство бархатных и шёлковых тканей, значительная часть которых шла на экспорт. Также города представляли собой культурные центры.
Впрочем, до начала XIX века, экономика, как в большинстве провинций Османской империи, пришла в упадок. В 1827 году в развитие административно-территориальной реформы, которая началась в 1826 году османский султан Махмуд II реформировал эялет Анатолия, из которого образовалось несколько провинций. Одним из новых эялетов стал Хюдавендигар. К новому эялету Хюдавендигар присоединились санджаки Караси, Афьон-Карахисар, Кютахья.
Благодаря уменьшению размеров эялетов улучшились координация и управляемость. Этому также способствовали впоследствии реформы времён Танзимата в 1830—1840-х годах. В 1867 году эялет Хюдавендигар было преобразовано в вилайет с этим же названием.

## Структура
Эялет состоял из 8 санджаков: Хюдавендигар, Афьон-Карахисар, Кютахья, Биледжик, Бига, Балыкесир, Эрдек, Айвалык.